# Apostolska nunciatura v Ekvadorju
Apostolska nunciatura v Ekvadorju je diplomatsko prestavništvo (veleposlaništvo) Svetega sedeža v Ekvadorju, ki ima sedež v Quitu.
Trenutni apostolski nuncij je Andrés Carrascosa Coso.

## Seznam apostolskih nuncijev
- Serafino Vannutelli (23. julij 1869 - 10. september 1875)
- Mario Mocenni (14. avgust 1877 - 28. marec 1882)
- Beniamino Cavicchioni (21. marec 1884 - 4. julij 1885)
- Angelo Maria Dolci (7. december 1906 - september 1910)
- Efrem Forni (27. november 1937 - 9. november 1953)
- Opilio Rossi (21. november 1953 - 25. marec 1959)
- Alfredo Bruniera (25. april 1959 - 23. oktober 1965)
- Giovanni Ferrofino (3. november 1965 - 29. september 1970]
- Luigi Accogli (29. september 1970 - 6. julij 1979)
- Vincenzo Maria Farano (25. avgust 1979 - 14. avgust 1986)
- Luigi Conti (17. januar 1987 - 12. april 1991)
- Francesco Canalini (20. julij 1991 - 3. december 1998)
- Alain Paul Charles Lebeaupin (7. december 1998 - 14. januar 2005)
- Giacomo Guido Ottonello (26. februar 2005 - 1. april 2017)
- Andrés Carrascosa Coso (22. junij 2017 - danes)